# Bepton
Bepton är en ort och civil parish i Storbritannien.   Den ligger i grevskapet West Sussex och riksdelen England, i den södra delen av landet, 80 km sydväst om huvudstaden London. Bepton ligger 79 meter över havet och antalet invånare är 249.
Terrängen runt Bepton är platt västerut, men österut är den kuperad. Terrängen runt Bepton sluttar norrut. Runt Bepton är det ganska tätbefolkat, med 134 invånare per kvadratkilometer. Närmaste större samhälle är Waterlooville, 19,3 km väster om Bepton. Trakten runt Bepton består i huvudsak av gräsmarker.